# Chisos Mountains Lodge
Le Chisos Mountains Lodge est un hôtel américain dans le comté de Brewster, au Texas. Ce lodge est situé dans les monts Chisos au cœur du parc national de Big Bend. On l'atteint via la Chisos Basin Road.